# موسی مدخلی
موسی مدخلی (انگلیسی: Mousa Madkhali؛ زادهٔ ۱۹ دسامبر ۱۹۸۷) یک ورزشکار اهل عربستان سعودی است.
از باشگاه‌هایی که در آن بازی کرده‌است می‌توان به باشگاه فوتبال الوحده عربستان سعودی اشاره کرد.